# 1105
| 1105               |
| ------------------ |
| Dødsfald - Fødsler |
|                    |

| Gregoriansk kalender | 1105 MCV                |
| Ab urbe condita      | 1858                    |
| Armensk kalender     | 554 ԹՎ ՇԾԴ              |
| Kinesiske kalender   | 3801 – 3802 甲申 – 乙酉 |
| Etiopisk kalender    | 1097 – 1098             |
| Jødisk kalender      | 4865 – 4866             |
| Hindukalendere       |                         |
| - Vikram Samvat      | 1160 – 1161             |
| - Shaka Samvat       | 1027 – 1028             |
| - Kali Yuga          | 4206 – 4207             |
| Iransk kalender      | 483 – 484               |
| Islamisk kalender    | 498 – 499               |

Konge i Danmark: Niels 1104–1134
Se også 1105 (tal)